# Malechowo (gmina)
Pour les articles homonymes, voir Malechowo.
Malechowo est une gmina rurale du powiat de Sławno, Poméranie occidentale, dans le nord-ouest de la Pologne. Son siège est le village de Malechowo, qui se situe environ 13 km au sud-ouest de Sławno et 161 km au nord-est de la capitale régionale Szczecin.
La gmina couvre une superficie de 226,63 km2 pour une population d'environ  6 264 habitants en 2020.

## Géographie
La gmina inclut les villages de Baniewo, Bartolino, Białęciniec, Białęcino, Borkowo, Darskowo, Drzeńsko, Górzyca, Grabowo, Karw, Karwice, Karwiczki, Kawno, Kosierzewo, Krzekoszewo, Kukułczyn, Kusice, Kusiczki, Laski, Lejkówko, Lejkowo, Malechówko, Malechowo, Miłomyśl, Mułek, Niemica, Nowy Żytnik, Ostrowiec, Paprotki, Paproty, Pękanino, Pięćmiechowo, Podgórki, Przystawy, Sęczkowo, Sulechówko, Sulechowo, Święcianowo, Uniedrożyn, Uniesław, Witosław, Włodzisław, Zalesie, Żegocino et Zielenica.
La gmina borde les gminy de Darłowo, Polanów, Sianów et Sławno.